# Algarheim
Algarheim is een plaats in de Noorse gemeente Ullensaker, fylke Akershus. Algarheim telt 378 inwoners (2007) en heeft een oppervlakte van 0,27 km².